# Слон (фильм, 2020)
«Слон» (англ. Elephant) — американский документальный фильм о слонах режиссёров Марка Линфилда и Ванессы Берловиц. Рассказчиком выступила Меган, герцогиня Сассекская. Это пятнадцатый документальный фильм производства Disneynature, был выпущен на сервисе потокового вещания Disney+.

## Сюжет
«Слон» рассказывает об африканском слоне Шани и её энергичном сыне Джомо, когда их стадо совершает эпическое путешествие на сотни миль через обширную пустыню Калахари. Возглавляемая своим великим матриархом Геей, семья сталкивается с сильной жарой, проблемами с ресурсами и назойливыми хищниками, когда они следуют по стопам своего предка в поисках густого, зелёного рая.
Оригинальный текст (англ.)Elephant follows African elephant Shani and her spirited son Jomo as their herd make an epic journey hundreds of miles across the vast Kalahari Desert. Led by their great matriarch, Gaia, the family faces brutal heat, dwindling resources and persistent predators, as they follow in their ancestor’s footsteps on a quest to reach a lush, green paradise.
— Disneynature

## Отзывы и критика
Подверглась критике работа герцогини Сассекской Меган, выступившей в роли рассказчицы. Обозреватель The Times Эд Поттон заявил, что «Даже тот невероятный момент, когда слоны обдирают кору с дерева, она описывает так, будто объявляет победителя в номинации „Лучший фильм“. Для любого, кто вырос на мастерстве рассказчика Аттенборо… её работа покажется немного поверхностной». Положительно её работу оценил Джордж Симпсон из Daily Express, написав, что герцогиня говорила с чувством, и у зрителей создаётся впечатление, что ей небезразлична судьба слонов, о которых она рассказывала.